# Старий Кракув
Старий Кракув (пол. Stary Kraków) — село в Польщі, у гміні Славно Славенського повіту Західнопоморського воєводства.
Населення — 288 осіб (2011).
У 1975-1998 роках село належало до Слупського воєводства.

## Демографія
Демографічна структура станом на 31 березня 2011 року:
|          | Загалом | Допрацездатний вік | Працездатний вік | Постпрацездатний вік |
| -------- | ------- | ------------------ | ---------------- | -------------------- |
| Чоловіки | 146     | 43                 | 97               | 6                    |
| Жінки    | 142     | 38                 | 88               | 16                   |
| Разом    | 288     | 81                 | 185              | 22                   |